# Bulbophyllum leibergii
Bulbophyllum leibergii é uma espécie de orquídea (família Orchidaceae) pertencente ao gênero Bulbophyllum. Foi descrita por Oakes Ames e Robert Allen Rolfe em 1915.